# Lorenz Chrysanth von Vest

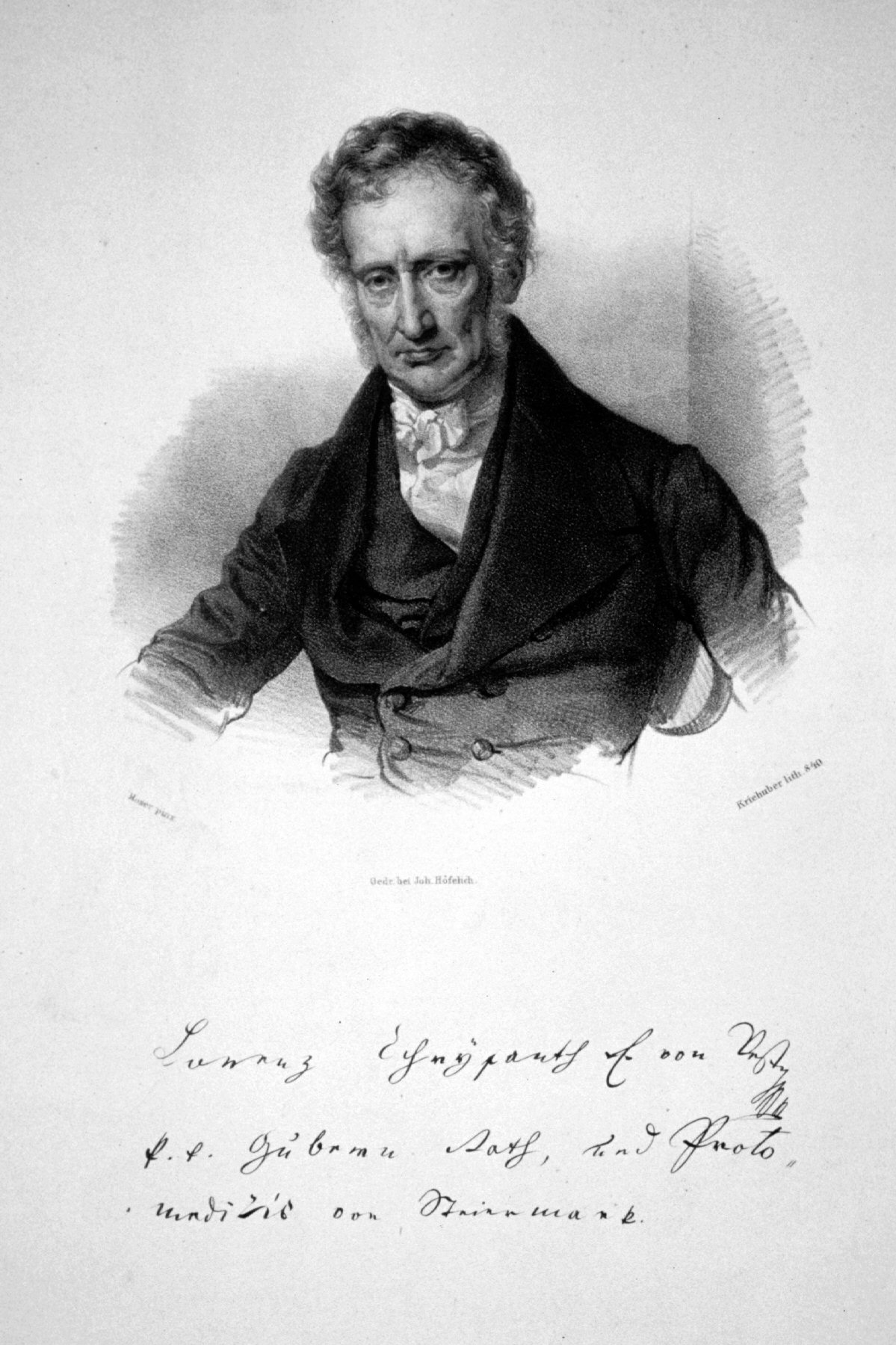
Lorenz Chrysanth von Vest, Lithographie von Josef Kriehuber, 1840

Lorenz Chrysanth (Edler) von Vest (* 18. November 1776 in Klagenfurt; † 15. Dezember 1840 in Graz) war ein österreichischer Arzt und Botaniker. Sein offizielles botanisches Autorenkürzel lautet „Vest“.  

## Leben und Wirken
Lorenz Chrysanth von Vest war der Sohn des wegen seiner Verdienste in den Adelsstand erhobenen Arztes Lorenz Chrysanth Edler von Vest (1720–1789). Er erhielt seine Ausbildung zunächst in Klagenfurt und besuchte dann das Gymnasium in Salzburg. Sein Medizinstudium begann er 1795 in Wien und setzte 1797 es in Freiburg im Breisgau fort, wo er im März 1798 zum Doktor der Medizin promoviert wurde. Während seiner Studien in Freiburg hatte er mehrere Freiheitslieder verfasst, für die er im Herbst 1798 in Wien verhaftet und zu lebenslangem Militärdienst verurteilt wurde. Durch die gute Beziehungen seiner Familie wurde er 1800 wieder aus dem Militärdienst entlassen.
Nach seiner Rückkehr nach Klagenfurt im März 1800 ließ er sich dort als Arzt nieder und erwarb sich insbesondere als Augenarzt einen guten Ruf. 1804 heiratete er und wurde Professor für Medizin am Klagenfurter Lyzeum. Auf Wunsch Erzherzog Johanns wurde er 1812 Professor für Botanik und Chemie am neu gegründeten Joanneum Graz. 1829 wurde er zum Gubernialrat und Landesprotomedicus der Steiermark ernannt. In dieser Funktion erwarb er sich Verdienste um die Neuorganisation des Apothekenwesens, Verbesserung der Hygiene, Gründung einer Taubstummenanstalt, Einführung der Pockenimpfung, Organisation des Hebammenwesens, eine verbesserte Friedhofsordnung. 1833/34 war er Rektor der Universität Graz.
Als Autor ist er vor allem durch die beiden botanischen Schriften Manuale botanicum (1805) und Anleitung zum gründlichen Studium der Botanik (1815) bekannt geworden. Er schrieb aber auch Beiträge für die Medicinischen Jahrbücher des kaiserlich-königlichen österreichischen Staates und die Annalen der Physik. Seit 1821 war er Mitredakteur der Steiermärkischen Zeitschrift.

## Ehrungen
Ihm zu Ehren wurde die Gattung Vestia Willd. aus der Pflanzenfamilie der Nachtschattengewächse (Solanaceae) benannt. In Graz ist der Lorenz-Vest-Weg in Liebenau nach ihm benannt.

## Werke
- Beschreibung wie das Ertz-Herzogthum Cärnthen von der Natur gelagert und beschaffen seyn samt Lateinischen Anmerkungen über einige Mineralien und ihren Gebrauch in der Artzneykunst. Klagenfurt 1754.
- Manuale botanicum inserviens excursionibus botanicis, sistens stirpes totius Germaniae phaenogamas, quarum genera triplici sytsemate [sic] corollino, carpico et sexuali coordinata, specierumque characteres observationibus illustrati sunt. Klagenfurt 1805.
  - Rezension des Manuale botanicum. In: Allgemeine Literaturzeitung. 1808, Bd. 1, Nr. 71, 7. März 1808, Sp. 561–566.
- Anleitung zum gründlichen Studium der Botanik mit einer Übersicht über den Bau naturhistorischer Klassifikationssysteme, einer Critik des Jussieu'schen, und den Grundzügen eines neuen natürlichen Systems. Wien 1818.